# Wang Yansheng
Wang Yansheng (* 10. Januar 1961) ist ein aus China emigrierter deutscher Tischtennisspieler und -trainer. Seit Anfang der 1990er Jahre spielte er bei deutschen Vereinen.

## Werdegang
Wang Yansheng wurde in China geboren. Um 1990 emigrierte er nach Norwegen. Unter der Flagge Norwegens nahm er an der Weltmeisterschaft 1991 teil, wo er im Doppel bis ins Viertelfinale kam. Zudem wurde er für die Europameisterschaften 1990 und 1992 nominiert, wo er 1990 im Einzel im Viertelfinale an dem Polen Andrzej Grubba scheiterte. Bei den Nordeuropameisterschaften („Nordic Championships“) siegte er im Einzel, im Mixed mit Marianne Blikken wurde er Zweiter.
Seit 1987 spielt Wang Yansheng bei deutschen Vereinen. Zunächst schloss er sich Germania Schnelsen aus Hamburg an, wo er zwei Jahre in der Tischtennis-Bundesliga spielte. 1989 wechselte zum damaligen Zweitligisten VfB Lübeck, mit dem er 1990 und erneut 1998 – nun unter der Bezeichnung „Team Galaxis Lübeck“ – in die 1. Bundesliga aufstieg. 1998 erhielt er die deutsche Staatsbürgerschaft. 1999 verließ er Lübeck. Über die Vereinsstationen TTC Frickenhausen (1999/2000), DJK Offenburg (2000/01), Hertha BSC (2001/02) und Hamburger SV (2002–2005) kam er schließlich zum SV Siek, mit dem er 2007 von der Regionalliga in die 2. Bundesliga aufstieg. In Siek war er für 14 Jahre in rund 250 Punktspielen bis 2019 als Spieler und Trainer aktiv, 2019 verließ er den Verein  und schloss sich dem Oberligisten Oldenburger TB an. Von 2021 bis 2024 spielte er noch einmal drei Jahre für den SV Siek in der Regionalliga. Zur Saison 24/25 schloss er sich der TTSG PSV Eutin an und spielt nun in der 1. Bezirksliga.
2010 wurde Wang Yansheng bei der Seniorenweltmeisterschaft in der Altersklasse Ü40 Zweiter. Zwei Jahre später gewann der in der AK50 Bronze im Einzel und im Doppel mit dem Australier Lu Qiwei. 2018 gewann Yansheng Wang die Weltmeisterschaft in Las Vegas für Senioren in der Ü 55 - Gruppe, 2023 siegte er in der AK55 im Doppel mit dem Österreicher Roland Böhm und Silber im Einzel.

## Turnierergebnisse
| Verband | Veranstaltung          | Jahr | Ort        | Land | Einzel        | Doppel        | Mixed      | Team |
| ------- | ---------------------- | ---- | ---------- | ---- | ------------- | ------------- | ---------- | ---- |
| NOR     | Europameisterschaft    | 1992 | Stuttgart  | GER  | letzte 16     |               |            |      |
| NOR     | Europameisterschaft    | 1990 | Göteborg   | SWE  | Viertelfinale |               |            |      |
| NOR     | Nordic Meisterschaften | 1990 | Oslo       | NOR  | Gold          |               | Silber     |      |
| NOR     | Weltmeisterschaft      | 1991 | Chiba City | JPN  | letzte 32     | Viertelfinale | letzte 128 |      |